# Heiner Parra
Heiner Rodrigo Parra Bustamente (9 de octubre de 1991) es un ciclista profesional colombiano que corre para el equipo profesional mexicano Canel's-ZeroUno de categoría Continental.

## Historia
Debutó en profesionales en el año 2010 con el equipo colombiano EPM-UNE; pero no fue hasta el 2013, en donde logró su consolidación con el equipo 4-72 Colombia consiguiendo victorias importantes como la etapa reina de la Ronde d'Isard en el año 2013, adicionalmente también sería el mejor colombiano en el Tour del Porvenir en el mismo año, en donde ocuparía el 7.º lugar en la clasificación general. En las temporadas 2014 y 2015 corrió para el equipo español de categoría Profesional Continental el Caja Rural-Seguros RGA.
En 2016 regresó a Colombia para correr en el equipo de su tierra el Boyacá Raza De Campeones.

## Palmarés
2013
- 1 etapa de la Ronde d'Isard

2017
- 1 etapa del Clásico RCN

2019
- 1 etapa de la Vuelta a Colombia

## Equipos
- EPM-UNE (2010-2012)
- 4-72 Colombia (2013)
- Caja Rural (2014-2015)
- Boyacá Raza De Campeones (2016-2017)
- GW Shimano (2018-2019)
- Canel's-ZeroUno (2021)